# Alieni in famiglia
Alieni in famiglia (Stepsister from Planet Weird) è un film per la televisione del 2000, diretto da Steve Boyum.

## Trama
La quattordicenne Megan conduce una vita comune, il padre è un indaffarato imprenditore e la madre una moglie che si dedica completamente ai propri figli.
Una famiglia comune fin quando, causa i numerosi impegni che lo distolgono dalla famiglia, la madre decide di divorziare da suo marito, ottenendo l'affidamento dei figli.
Dopo qualche anno, mentre fa windsurf, la donna conosce un uomo molto particolare proveniente dallo Yukon con la figlia Ariel, la quale metterà disordine nella vita di Megan, che dopo un po' di tempo, scoprirà che la sorellastra e il patrigno non sono altro che due alieni fuggiti dal pianeta di origine per una ribellione. Il film si concluderà con una lotta tra Cosmo e l'imperatore alieno, conclusasi per il meglio grazie al fratellino di Megan, e il matrimonio tra la madre e Cosmo. Alla fine Megan e Ariel diventeranno ottime amiche tanto da scambiarsi i ragazzi da loro tanto amati, ma che non le corrispondono.

## Cast
- Courtnee Draper - Megan Larson
- Tamara Hope - Ariel Cola
- Lance Guest - Cosmo Cola
- Khrystyne Haje - Kathy Larson
- Vanessa Lee Chester - Tara Robertes
- Myles Jeffrey - Trevor Larson
- Lauren Maltby - Heather Hartmen
- Tiriel Mora - Fooop
- Henry Feagins - Fanul
- Tom Wright - Cutter Colburne